# Sado (Setúbal)
Sado is een plaats (freguesia) in de Portugese gemeente Setúbal en telt 5457 inwoners (2001).